# مملكة الأيبيريين
كانت مملكة الأيبيريين (وبالجورجية: ქართველთა სამეფო) حكومة ملكية أوروآسيوية في العصور الوسطى تابعةً لسلالة باغراتيواني التي ظهرت حوالي عام 888 م خلفًا لإمارة أيبيريا في المنطقة التاريخية لتاو-كلاجتي أو أيبيريا العليا في شمال شرق تركيا وكذلك أجزاء من جنوب غرب جورجيا الحديثة والتي امتدت من البوابات الأيبيرية في الجنوب إلى القوقاز الصغرى في الشمال.
تاريخيًا، كانت المنطقة تضم المناطق التاريخية التالية: غرب جبال لأرسياني والتي كانت تاو كلارجتي، ونيغالي  وشاوشيتي وإلى الشرق يقع كل من  مسختي ، وأروشتي وجاوأختي وأرتاني وأبوتسي وكولا وبسياني .تتميز مناظرها الطبيعية بكثرة الجبال ونظام أنهارها  كنهر كوروه وكورا. لعبت المنطقة دورًا حاسمًا في توحيد جميع الأراضي والإمارات الجورجية في مملكة جورجيا عام 1008.

## التاريخ

### التأسيس
في عام 813، أنشأ الأمير الأيبيري الأخير آشوت الأول من سلالة الباغراتيواني نفسه في دوقية كلارجتي الموروثة، حيث قام بترميم قلعة أرتانأوجي التي قيل إنها بُنيت من قبل الملك فاختانج الأول الأيبيري في القرن الخامس وكان تحت الحماية البيزنطية. تم الاعتراف به كأمير حاكم وقربلاط أيبيريا، حارب أشوت العرب ودمج الأراضي المحيطة بأراضيه وأخذها من الحكم العربي بشكل تدريجي. 
لقد شجع أشوت إعادة توطين الجورجيين في هذه الأراضي ودافع عن الحياة الرهبانية التي بدأها الشخصية من الكنسية الجورجية البارزة غريغوري من خاندزتا (759-861). لفترة طويلة أصبحت المنطقة ملاذا ثقافيا واحدا وأحد أهم المراكز الدينية في جورجيا. ونتيجة لذلك تم نقل المركز السياسي والديني في أيبيريا فعليًا من وسط أيبيريا إلى الجنوب الغربي إلى تاو-كلارجيتجي. إن الموقع الجغرافي للأمارة بين الإمبراطوريات العظيمة في الشرق والغرب وحقيقة أن أحد فروع طريق الحرير يمر عبر أراضيها يعني أنها كانت عرضة لتيار مستمر من التدخلات الغير مشروعة المختلفة المصدر.
مع نمو الأمراء العرب المحليين في القوقاز بشكل أكثر استقلالية يوما بعد يوم، اعترف الخليفة بآشوت كأمير لإيبريا لمواجهة الأمير المتمرد في إمارة تفليسي إسماعيل بن شعيب ج. 818. وقام أميرة إمارة تفليسي بتجنيد دعم لمحاربة أشوت والأمير جريجول من كاخيتي وويحارب القبائل في المرتفعات الجورجية في تسانارز. تحالف أشوت مع الملك أبخازيا ثيودوسيوس الثاني والتقى بالأمير في منطقة خوساني، فأنتصر وأخرج الكاخيتانين من وسط أيبيريا. ولكن عندما أعاد حاكم أرمينيا خالد بن يزيد الشيباني السيطرة على شرق جورجيا أرجع أشوت إلى تاو-كلارجيتجي.

### التقسيم
قسم آشوت العظيم إمارته إلى أبنائه الثلاثة
- الابن الأكبر أدارناسي الثاني (826-69) والدوق الأكبر (إريستافت-إريستافي)، حكم العاصمة أرتانوجي ووسط أراضي والده (شافشيتي ، وغرب كلارجيت).
- الابن الوسط باغرات الأول 1 (826-76) حكم باغرات منطقة كولا ومعظم تاو والتي وصلت إلى عمق الأناضول، وأثبتت في النهاية أنها الجوهر الاستراتيجي لنطاق أشوت.
- حكم الابن الأصغر غوارام (826-82) الشمال: سامتشكة وجافاختي وتريالتي (كارتلي الغربية)، وكان له عنوان غير ملكي وهو مابلالي ويعني «الحاكم».

عند وفاة أشوت، استولى العرب على كارتلي (وسط إيبيريا) وطالبوا بالضرائب من المناطق المتبقية. تحالف بغرات الأول مع الخليفة ضد إمارة تفليسي وإمارة كاخيتي. في عام 853، بدعم بوقا الكبير، استعاد بغرات وسط أيبيريا، ولكن فقط لفترة وجيزة حيث أجبره الأبخازيين على الخروج من هذه المنطقة.
ولقد كان الابن الأكبر لأشوت الدوق الأكبر أدارنيس الثاني هو أول شقيق يموت. تم تقسيم ممتلكاته بالتساوي بين أبنائه: حصل جورجين الأول على تاو، بينما أخذ سومبات الأول كلارجيتي.
اتبع الابن الأصغر لأشوت غوارام سياسة توسع عدوانية. في عام 880 انتصر على عدوه أمير تفلسي العربي والمسمى غابولوتس وأرسله مصفدًا بالسلاسل إلى القسطنطينية، وهو انتصار فاز من خلاله وأخذ كل من تريالتي وجافاختي. قبل عام 876 سلم غوارام بعض ممتلكاته إلى إخوانه وتقاعد لكي يذهب إلى دير أوبيزا حيث دفن بعد وفاته عام 882.

### الصراع الأسري
استولى ليباريت من الليباريت، على تريالتي حيث بنى المعقل قلدة-قرني ووضع نفسه تحت سيطرة ابن شقيق غورام دايفيد الأول(ابن باغرات الأول) بعد وقت قصير من عام 876. تركت هذه الترتيبات ابن غورارم نصرة بشكل أساسي بدون أي ميراث وربما حملته على قتل ابن عمه ديفيد الأول في عام 881 بمؤامرة منه. بعد القتل فر نصرة إلى الأراضي البيزنطية حيث تم استعادته من قبل صهره بغرات الأول من أبخازيا، تمكن الأخير من تأمين المساعدة العسكرية البيزنطية وغزا وأخذ ممتلكات باغراتيد نيابة عن نصرة. كان قلقا من القوة البيزنطية المقابلة في القوقاز وتدخل أشوت الأول من أرمينيا لدعم ابن ديفيد الأول أدنارناسي. وهكذا، تطور عداء سلالة بغراتية إلى صراع إقليمي. نجح نصرة في أخذ حصون أودزرخة حوايستسيخا ولومسيانتا ولكنه هُزم أخيرًا وقبض عليه وقتل في أبيندزا.
بما أن أدارناسي كان لا يزال قاصرًا فتم تعيين الإمبراطور البيزنطي - وفقًا لسياسة الانقسام - ككربلاط بدلا من أدرانسي، ولكن ابن عمه غورغين الأول من تاو تحالف مع الأرمن الذين كانوا في ذلك الوقت ينمون، بعد ذلك بدأ أدراناسي من قاعدته في تاو السفلى في سياسة التوسع. كونه لم يكن كربلاط وكانت أرمينيا نظيرة له تولى أدارنيس لقب الملك. كانت العلاقات بين أدراناسي وغورغين متوترة وتدهورت لتصبح حرب مفتوحة. أصيب غورغن بجروح قاتلة وألقي القبض عليه في ميغلينافي بالقرب من أرتآني من قبل أدارناسي وحليفه باغرات الأول من كلارجتي (ابن سمبات الأول) في 891. تكيفت الحكومة البيزنطية مع الظروف، واعترفت بوفاة غورغين في 891 واعترفت بأدارنيس ككربلاط.
ترك غورغن الأول من تاو ولدين وراءه وهم (أدارناسي وأشوت الغير ناضج) ولقد كان مؤسس «أول منزل تاو» باغراتيد والذي سيصبح منقرضًا مع حفيده غورغين الأول (الذي حكم بين 918-941).